# Temple mormon de Suva
Le temple mormon de Suva est un temple de l’Église de Jésus-Christ des saints des derniers jours situé à Suva, la capitale des Fidji. Il a été inauguré le 18 juin 2000.